# 泾河镇
泾河镇，是中华人民共和国江苏省扬州市宝应县下辖的一个乡镇级行政单位。

## 行政区划
泾河镇下辖以下地区：
泾河社区、张桥社区、黄浦社区、泾河村、泾农村、钱庄村、大同村、黄浦村、刘家潭村、曹坝村、刘上村、陈东村、台许村、东红村、虹桥村、松竹村、灶户村、左堡村、蔡桥村、陈桥村和张北村。